# Blood Rage
Blood Rage, conosciuto anche con i titoli di Slasher e di Nightmare at Shadow Woods, è un film horror statunitense appartenente al sottogenere slasher. Il film, che presenta un breve cameo del fratello di Sam Raimi Ted, vede l'attore Mark Soper impegnato nel doppio ruolo di due fratelli gemelli: lo psicopatico Terry e Todd, il quale è stato ingiustamente condannato per i suoi crimini. Oggetto di varie censure, Blood Rage non è stato mai distribuito nei cinema italiani.

## Trama
1974: in un drive in abbastanza sopra le righe, in cui c'è perfino un ragazzo che vende preservativi nel bagno degli uomini, Maddy sta guardando un film con il suo fidanzato mentre i suoi due figli (avuti da una precedente relazione) dormono sul retro. I due fidanzati iniziano a baciarsi, ma i due bambini si svegliano e decidono di uscire dall'abitacolo. Andando in giro per il drive in, Terry trova per caso un'ascia e decide di accanirsi contro un'altra coppia che sta facendo l'amore, uccidendo uno dei due. Il bambino farà immediatamente credere a tutti che l'orrendo crimine è stato compiuto da suo fratello, che sarà dunque rinchiuso in un apposito istituto. 1987: Todd, che per anni è rimasto catatonico a causa dello shock, rivela la verità alla sua psichiatra, che decide di credergli; la donna prova a raccontare tutto alla madre dei due ragazzi, che tuttavia si rifiuta di crederle.
Nel frattempo, Terry ha trascorso 13 anni nella più totale normalità, costruendosi una vita ricca di amici e fidanzandosi con una bellissima ragazza, evento nonostante il quale non si fa problemi ad ammiccare ad una nuova vicina di casa. Durante la cena del Ringraziamento, sua madre ed il nuovo compagno annunciano il loro imminente matrimonio: Terry ne rimane profondamente contrariato. Dopo pochi minuti, Maddy riceve una telefonata dall'istituto in cui è ricoverato Todd, scoprendo così che il ragazzo è fuggito: Maddy cerca di rivelare l'accaduto soltanto a Terry, tuttavia il ragazzo spiattella immediatamente tutto per mettere appositamente il patrigno e sua madre in imbarazzo. Dopo poco tempo, la psichiatra e l'assistente Jackie si presentano a casa Simons: Jackie scambia Terry per Todd, ma la psichiatra salva immediatamente il ragazzo.
A questo punto, il fidanzato di Maddy va al lavoro: Terry ne approfitta per presentarsi lì ed ucciderlo in maniera molto cruenta, così da far ricadere la colpa su suo fratello. Tornato a casa, il ragazzo scopre che la psichiatra ha capito che era stato lui a commettere l'omicidio del drive in, quindi uccide sia Jackie che la dottoressa in maniera molto efferata per poi raggiungere tranquillamente la nuova vicina mentre sta svolgendo l'attività di babysitting. La ragazza inizia a provarci con lui, tuttavia Terry sembra poco interessato al sesso e preferisce guardare la TV finché i padroni di casa finalmente non rientrano. Nel frattempo Todd scopre il cadavere della psichiatra e, dopo aver allontanato una bambina dal bosco, si dirige a casa deciso ad affrontare il fratello. Qui si imbatte però in Karen, la fidanzata di Terry: terrorizzata, la ragazza avverte i suoi amici e poi lo stesso Terry, che furibondo inizia a dare la faccia al fratello. Poco dopo Terry passa per casa, scoprendo che sua madre è fortemente in pena proprio perché ha perso le tracce del suo compagno.
Mentre i suoi amici organizzano una sorta di festicciola privata, Terry inizia ad uccidere uno dopo l'altro tutti coloro che gli stanno intorno: la coppia appena conosciuta, i suoi amici, tutti coloro che ha osservato in atteggiamenti romantici o erotici o che hanno compreso che in realtà è lui l'assassino. Prima che il killer completi la sua opera, Todd prova a spiegare la verità ai suoi amici e perfino ad assalire il fratello, fallendo; il ragazzo prova a parlare anche con sua madre, ma la donna lo scambia per Terry e lui non ha il coraggio di rivelarsi. Quando tutti gli altri sono morti, tuttavia, proprio Karen riesce a sfuggire ad un suo agguato e scopre dunque la verità: inizia un crudele inseguimento durante il quale Terry compie atti psicotici con i cadaveri delle sue vittime per torturare psicologicamente la ragazza. Karen cerca rifugio presso l'abitazione della bambina che aveva incontrato Todd nel bosco, che ironicamente non le apre proprio per via di un monito dello stesso Todd.
In quello stesso momento, dopo aver provato più volte a contattare il suo uomo telefonicamente, Maddy si presenta al suo studio e scopre con orrore l'orribile fine del suo amato. Nel frattempo Karen si rifugia in una piscina insieme al bambino dei vicini, che è ormai rimasto orfano a causa di Terry. Qui viene tuttavia trovata dall'omicida: l'arrivo di un Todd armato di pistola sembra risolvere la situazione, tuttavia l'arma e scarica. Terry cerca di addossare un'altra volta le sue colpe al fratello, ma questa volta il ragazzo si rifiuta: i due gemelli iniziano a lottare in piscina e Terry riesce quasi ad affogare Todd, che viene però salvato dalla stessa Karen. A questo punto arriva Maddy che, scioccata da quanto è capitato al suo quasi marito, scambia i due gemelli ed uccide Terry con una pistola, credendo appunto che sia stato Todd a commettere gli omicidi. Quando però la donna comprende il suo errore, sia lei che Todd hanno una crisi isterica: Maddy si suicida proprio in questo momento, lasciando il figlio ad un destino incerto mentre la polizia accorre sul posto.

## Produzione
Il film è stato girato principalmente a Jacksonville, in Florida. Secondo quanto dichiarato da Marianne Kanter, produttrice del film, il regista Josh Grissmer e la principale star del film Louise Lasser non erano presenti sul set durante la maggior parte delle riprese.

## Distribuzione

### Cinema
La pubblicazione a livello cinematografico del film avvenne nel 1987 con il titolo di Nightmare at Shadow Woods. In questa prima versione furono appartate notevoli censure per quanto riguarda le elaborate scene di splatter, le quali ricorrono ad effetti speciali molto elaborati. Vi è tuttavia una scena di omicidio in piscina presente in questa versione del film e non nelle successive.

### Home video
Nelle edizioni per il mercato home video è stato utilizzato il titolo originale di Blood Rage e le censure apportate precedentemente sono state eliminate. Successivamente lo stesso regista ha voluto che il titolo venisse modificato in Splatter. Ciononostante, nel 2004 la versione cinematografica del film è stata distribuita per la prima volta in DVD. Nel 2015 il film è stato pubblicato anche in Blu Ray con l'aggiunta di contenuti speciali. Nel 2017 il film è stato distribuito nuovamente sia in DVD che in Blu Ray.

## Accoglienza
Il film ha ricevuto prevalentemente critiche positive. Nate Guerra di Bloody Disgusting ha lodato la capacità di Mark Soper di interpretare nel contempo due personaggi dalle personalità completamente diverse, pur ammettendo che in alcuni frangenti la sua resa non è stata impeccabile. Clayton Dillard di Slant Magazine ha invece definito il film come "divertente, brutale e capace di enfatizzare al massimo il senso di trasgressione tipico dei film slasher". Di contro, la rivista Variety ha criticato il film definendolo "fiacco" ed affermando che fra gli attori coinvolti soltanto Louise Lasser possiede della presenza scenica.